# Francisco Ribeiro (Musiker)
Francisco Ribeiro (* 15. März 1965 in Lissabon, Portugal; † 14. September 2010 ebenda) war ein portugiesischer Musiker. Als Mitbegründer und Cellist der Gruppe „Madredeus“ zeichnete er auch als Komponist und Liedtexter verantwortlich.

## Leben
Ribeiro wurde in Lissabon geboren. 1986 begründete er zusammen mit anderen die Gruppe Madredeus, die über die Grenzen Portugals bekannt wurde und 1994 den Soundtrack zu dem Wim-Wenders-Film Lisbon Story beitrug.
1997 verließ er die Gruppe und zog nach Großbritannien. Dort war er Mitglied des Stroud Symphony Orchesters und des Glouchester Symphony Orchestra in den Jahren 2002/2003.2006 kehrte er nach Portugal zurück. 2009 erschien sein erstes und einziges Soloalbum A juncao do Bem.
Ribeiro war als Cellist, Sänger, Komponist und Liedtexter an folgenden Alben beteiligt: Os dias de Madredeus, Existir, O espirito da Paz, Ainda (Soundtrack von Wenders Lisbon Story). Er schrieb diverse Songs, so Os senhores da Guerra und Pregao (O Espirito da Paz) oder A cidade e os campos (Ainda, Text und Musik).
Mit dem Song Pregao hatte er in der Dokumentation Madredeus auf den Azoren auch einen Einzelauftritt.
Am 14. September 2010 starb er im Alter von 45 Jahren an den Folgen eines Krebsleidens und wurde in der Kirche Nossa Senhora da Fatima aufgebahrt. Beigesetzt wurde er auf dem Olivais-Friedhof in Lissabon.